# Judentum in Münster

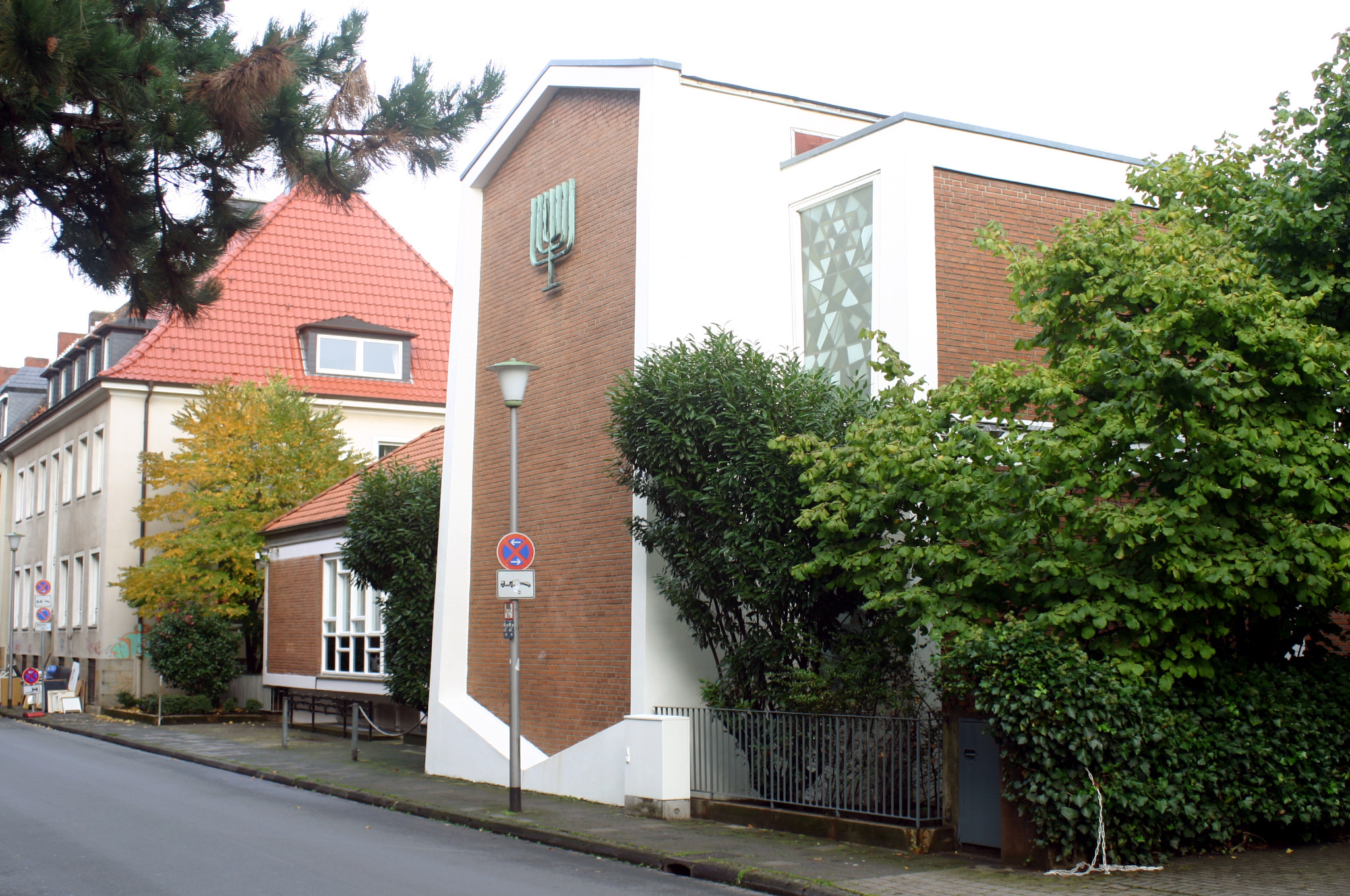
Die Synagoge von Münster

Das Judentum in Münster (Westfalen) blickt auf eine mehr als 800-jährige wechselvolle Geschichte zurück und gehört damit zu den ältesten Nordwestdeutschlands.
Schon im 12. Jahrhundert war in Münster eine Jüdische Gemeinde mit eigenem Bethaus ansässig, die jedoch 1350 durch Pogrome vernichtet wurde. Ab 1536 siedelten sich erneut Juden an, die unter der Protektion des Bischofs standen, aber nach dessen Tod 1553 nicht der Ausweisung entgehen konnten. Bis zum 19. Jahrhundert existierte in Münster keine jüdische Gemeinde. Ab 1616 bestand allerdings ein Passierscheinwesen, das die Einreisebestimmungen für Juden genau regelte. 1662 erließ der Fürstbischof die münsterische Judenordnung. Seitdem war ein sogenannter Hofjude in Münster tätig, der die Interessen der Minderheit im Hochstift Münster vertrat, jedoch – selbst Instrument des Absolutismus – kein dauerhaftes Bleiberecht in der Domstadt durchsetzen konnte.
Erst 1810 begann die Wiederansiedlung jüdischer Bürger, die während des 19. Jahrhunderts um ihre gesetzliche Emanzipation in Preußen kämpften. Ein bedeutender Wortführer des Reformjudentums, Alexander Haindorf, wirkte in Münster und gründete dort die jüdisch-humanistische Schule der Marks-Haindorf-Stiftung. Während der Zeit des Kaiserreichs und der Weimarer Republik prägten jüdische Persönlichkeiten das öffentliche Leben der Stadt deutlich mit, bevor in der Zeit des Nationalsozialismus zunächst die Synagoge 1938 in Flammen aufging und in der Folgezeit die jüdische Bevölkerung Münsters im Holocaust verfolgt und ermordet wurde.
Dennoch konnte nach dem Zweiten Weltkrieg und dem Zusammenbruch des NS-Regimes die jüdische Gemeinde wiederaufleben und bereits 1961 eine neue Synagoge geweiht werden. 2024 hat die Gemeinde 482 Mitglieder und gehört wieder zum Bild der Stadt. Sie ist Mitglied im Landesverband der Jüdischen Gemeinden von Westfalen-Lippe.

## Geschichte

### Anfänge
Der erste jüdische Reisende, der Münster besuchte, war Juda ben David haLewi aus Köln. Insgesamt hielt er sich zwanzig Wochen in Münster auf, während er darauf wartete, von Bischof Egbert (1127–1132) geliehenes Geld zurückzuerhalten. Im Laufe des 12. Jahrhunderts siedelten sich schließlich Juden fest in Münster an. Nach der Stadterweiterung von 1173 konnte die wachsende Gemeinde eine eigene Synagoge, eine Mikwe und eine Verkaufsstelle für koscheres Fleisch (Schochet) errichten. Die jüdischen Einrichtungen befanden sich an bevorzugten Plätzen im Stadtzentrum, in der Nähe des Rathauses, am heutigen Syndikatsplatz. Die Siedler, die nach Münster kamen, stammten vor allem aus dem Rheinland. Zur Zeit von Bischof Everhard von Diest kam es aus unbekanntem Anlass 1287 zu einer ersten Judenverfolgung in der Stadt. Ihr fielen 90 Personen zum Opfer. Unter Fürstbischof Ludwig II. von Hessen (1310–1358) intensivierte sich ihr Zuzug.
Der älteste erhaltene jüdische Grabstein Westfalens stammt aus dem Münster des Jahres 1324. Er stammt von einem jüdischen Friedhof, der sich auf dem Schulgelände des heutigen Gymnasiums Paulinum befand. Dieser wurde nach dem Judenpogrom nach der Pestwelle 1350 eingeebnet. Der Gedenkstein befindet sich inzwischen in der Synagoge der jüdischen Gemeinde Münsters, nachdem er zwischenzeitlich am neueren jüdischen Friedhof stand.
Im 14. Jahrhundert war bereits ein Rabbiner in der Stadt tätig. Doch schon 1350 wurde die erste jüdische Gemeinde in Pestpogromen vernichtet, als die christliche Stadtbevölkerung die Minderheit mit der um sich greifenden Pest in Zusammenhang brachte und sie gewaltsam aus der Stadt vertrieb. Für mehr als hundert Jahre erlosch das jüdische Leben in Münster.

### Unter Bischof Franz von Waldeck

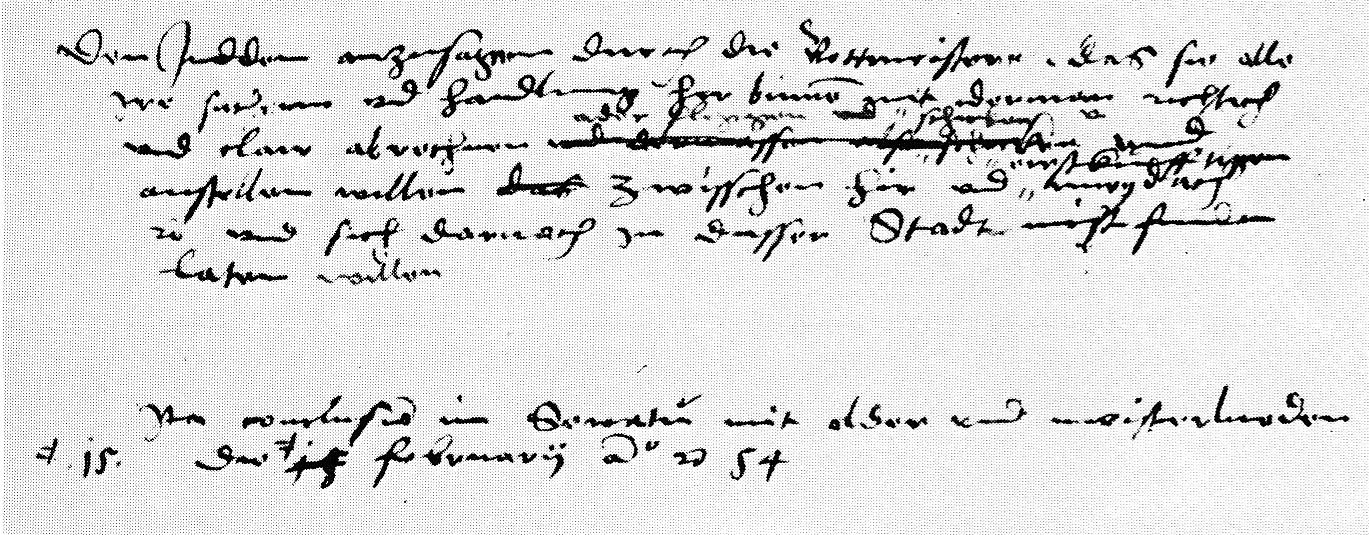
Ratsbeschluss über die Ausweisung der Juden vom 15. Februar 1554

Nach dem Ende der Täufer-Herrschaft gab Bischof Franz von Waldeck 1536 mindestens zehn jüdischen Familien das Bleiberecht in der Domstadt. Die Gründe waren wirtschaftlicher Natur: Es ging dem Bischof um die Juden als Geldgeber und Steuerzahler. Diese Generation jüdischer Siedler stammte aus dem Ort Waldeck, der Heimat des Bischofs. Eine voll ausgestattete Gemeinde entstand jedoch nicht wieder. Die alten jüdischen Einrichtungen und das Viertel hinter dem Rathaus konnten nicht wiederbelebt werden, die Siedler zogen in die Außenbezirke der Stadt. Ihre Wohnverhältnisse spiegelten die veränderte soziale Stellung wider: Sie gehörten zum Kleinbürgertum, die Zeiten des jüdischen Kreditwesens waren vorbei. Nach dem Ende der Wiedertäuferherrschaft unterband die Stadt, der 1541 vom Reich wieder die vollen Rechte zugestanden worden waren, den Zuzug weiterer Juden. 1553 erfolgte schließlich die Wiedervereinigung der Zünfte, an der die jüdische Bevölkerungsgruppe nicht teilhaben konnte, die so weiter isoliert wurde. Den einzigen Schutz vor Pogromen bot Bischof Franz von Waldeck, der bis zu seinem Tod im Juli 1553 die Gemeinde förderte.
Nur ein halbes Jahr darauf beschloss der Rat allerdings die Ausweisung der Juden. Die meisten verließen die Stadt bis Ende 1554 und siedelten im ländlichen Münsterland. Einzig Jakob von Korbach, der über medizinische Kenntnisse verfügte, erhielt unter strengen Auflagen ein Wohnrecht. Die jüdische Gemeinde Münster existierte von 1554 bis zu Beginn des 19. Jahrhunderts nicht mehr. Dauerhaftes Bleiberecht blieb Juden in Münster für beinahe drei Jahrhunderte verwehrt.

### Zwischen Ausweisung und Dreißigjährigem Krieg
1560 beschloss die Stände-Versammlung, alle Juden des Hochstifts Münster zu verweisen. Wegen unterschiedlicher Interessenlagen unter den Landständen kam dieses Edikt nicht zur Durchsetzung. Im Münsterland wuchsen viele jüdische Gemeinden weiter. Obwohl der Reichstag 1551 festgeschrieben hatte, dass Juden an Märkten teilnehmen konnten, wurde noch 1603 ein jüdischer Sendbesucher aus Hamm festgenommen. Mit weniger Misstrauen begegnete der Rat lediglich jüdischen Ärzten, wie etwa Hertz von Warendorf, der zu Anfang des 17. Jahrhunderts über ein halbes Jahr in Münster weilte und bischöfliche Beamte behandelte. Wegen der steigenden Zahl Einlass begehrender Juden führte die münsterische Stadtverwaltung 1616 ein Passierscheinwesen ein, das 1620 und 1621 modifiziert wurde. Der Stadtsekretär war verpflichtet, Namen und Aufenthaltsdauer einzutragen sowie Passgebühren zu erheben. Die Einnahmen aus dem sogenannten Judengeleit trugen aber nur in geringem Maße zu den Stadtfinanzen bei.

### Zwischen Westfälischem Frieden und Emanzipation

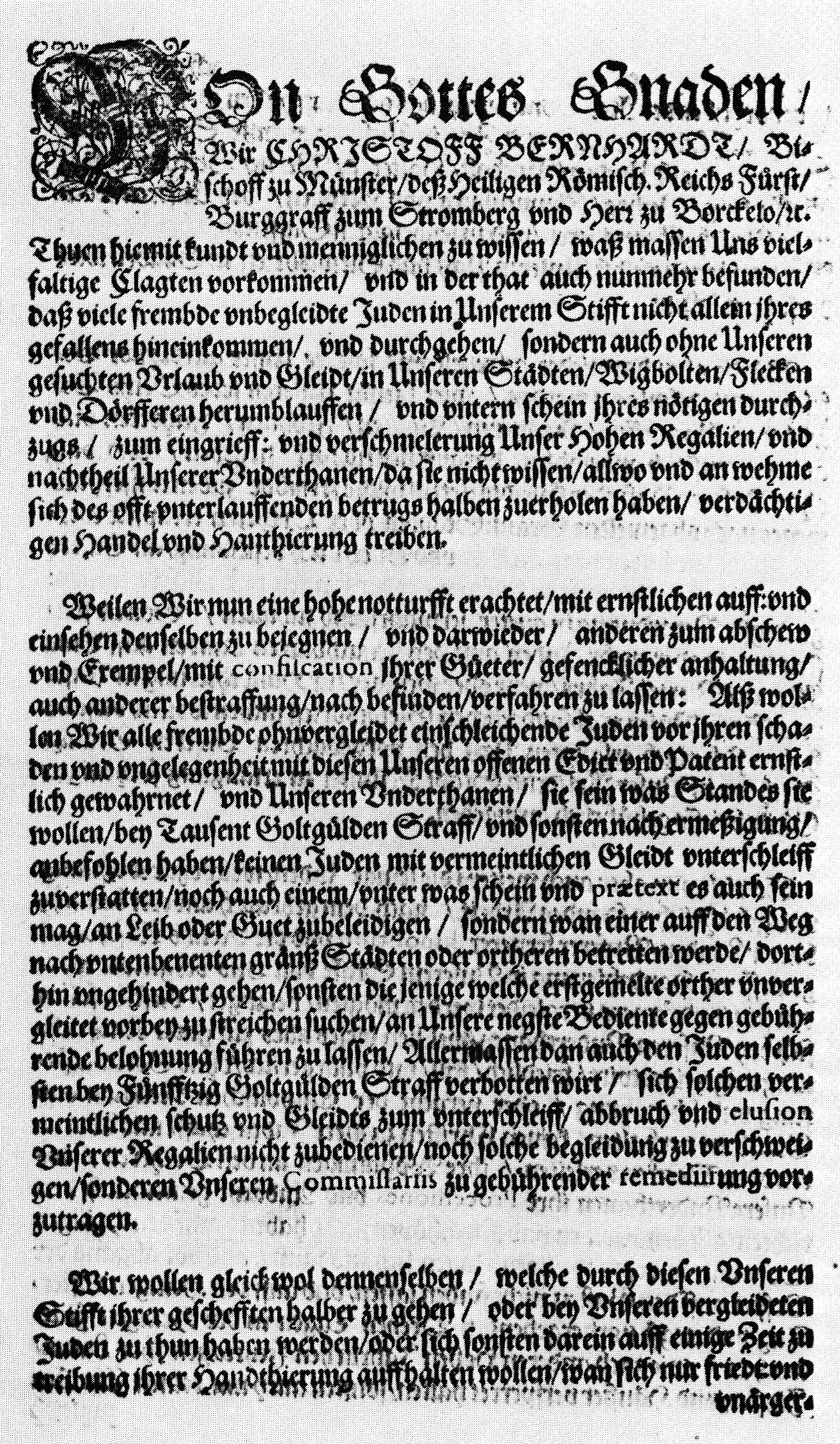
Fürstbischöfliche Judenordnung von 1662

Nach dem Westfälischen Frieden von 1648 begann die Blütezeit des Absolutismus, der gegenüber den Juden eine neue Politik verfolgte. 1662 erließ Fürstbischof Christoph Bernhard von Galen (1650–1678) eine Judenordnung. Sie beschrieb bis in Details die Rechte und Pflichten der Juden im Stift. Seit 1551 standen die Münsteraner Juden unter dem Schutz des „Befehlshabers und Vorgängers“, der als Sprecher der Stiftsjudenschaft beim Fürstbischof arbeitete. Dieser Bevollmächtigte fungierte als bischöfliches Werkzeug und wurde als Hofjude bezeichnet. Für die Gemeinden bedeutete dies Druck auf die innerjüdische Ordnung. Viele drängten heraus aus den traditionellen Berufen, wie der Geldleihe, hin in den Viehhandel. Zwischen 1720 und 1795 vervielfachte sich die Zahl der jüdischen Familien im Hochstift Münster von 75 auf 203. Dies betraf auch die Domstadt, die den Juden nach wie vor kein dauerhaftes Bleiberecht zubilligte. Kurfürst Maximilian Friedrich von Königsegg-Rothenfels äußerte sich 1765 dahingehend, dass sich in Münster „eine beträchtliche Anzahl fremder und einheimischer Juden“ aufhalte.
1765 gestattete der Rat jüdischen Vieh- und Pferdehändlern, in Münster auch andere Herbergen zu beziehen als die fünf speziell für Juden vorgesehenen Gasthäuser. Mitte des 18. Jahrhunderts traten auch mehr Juden zum Christentum über als zuvor. Gleichzeitig warfen die Stände, der Hauptgegner der Juden, den Reisenden vor, den Nagelschen Hof verbotenerweise als jüdische Kultstätte zu nutzen. 1768 musste Maximilian Friedrich sogar gegen die antisemitischen Ausschreitungen in der Bevölkerung intervenieren und seinen Schutz verstärken. Das ohnehin negative Judenbild der Christen wurde durch die Beteiligung von jüdischen Räuberbanden an zahlreichen Kriminalfällen noch verschlechtert. Den judenfeindlichen Zünften, die 1770 von einer „jüdischen Gefahr“ sprachen, standen aufgeklärte höhere Beamte des Stifts gegenüber. 1771 nahm der erste im Bistum residierende Landrabbiner, Michael Meyer Breslauer, den Dienst als Hofjude auf. Eine entscheidende Wende in der Situation der Gemeinde trat allerdings erst ab 1807 ein, als Münster zum napoleonisch-bestimmten Großherzogtum Berg gehörte. Johann Franz Joseph von Nesselrode-Reichenstein setzte als Innenminister die Rechte der Juden im Großherzogtum durch. Am 13. Februar 1810 erhielt Nathan Elias Metz aus Warendorf als erster Jude seit 1554 eine dauerhafte Aufenthaltserlaubnis. Bis September 1816 folgten weitere 80 Einbürgerungen. 1811 konnte auch ein neuer jüdischer Friedhof errichtet werden, der bis heute genutzt wird.

### Kampf um Emanzipation

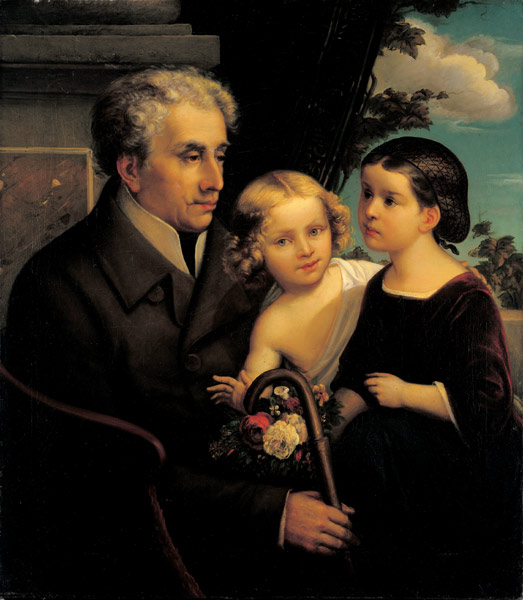
Alexander Haindorf (1782–1862) – Wortführer des Reformjudentums in Münster

Im Pariser Frieden fiel Münster 1814 an Preußen. Seit dem 30. April 1815 war es Hauptstadt der neuen Provinz Westfalen. Karl August von Hardenberg hatte drei Jahre zuvor, 1812, im Königreich mit dem sogenannten Judenedikt die rechtliche Emanzipation der Juden durchgesetzt und diese – unter gewissen Einschränkungen – zu preußischen Staatsbürgern gemacht. Nach dem Wiener Kongress 1815 erklärte die Regierung in Berlin aber, das Gesetz in den neuen, westlichen Provinzen noch nicht zur Anwendung zu bringen. Den bürgerrechtlichen Rückschlag konnte auch der judenfreundliche erste Oberpräsident von Westfalen, Ludwig von Vincke, nicht verhindern. Gleichzeitig setzte ein grundsätzlicher Diskurs im deutschen Judentum ein: Es kam zu Auseinandersetzungen zwischen der Orthodoxie und der progressiven Reformbewegung. Diese beiden Hauptrichtungen verfügten auch in Münster über prominente Wortführer: Der Landesrabbiner Abraham Sutro (1784–1869) und der Mediziner und Humanist Alexander Haindorf (1782–1862) standen sich weltanschaulich gegenüber. Haindorf, selbst erster jüdischer Professor an der Universität Münster, sprach von einer „Amalgamierung des Christentums und Judentums“, eine Assimilation in gegenseitigem Nutzen und Respekt vor den Kulturen, während die Emanzipation für Sutro lediglich eine juristische Angelegenheit war. In Münster erwies sich die Reformer-Partei um Haindorf als stärker.

Jahresbericht der Marks-Haindorf-Stiftung von 1886

Mit Hilfe des Oberpräsidenten von Vincke konnte Haindorf 1825 die Marks-Haindorf-Stiftung gründen. Die Stiftung betrieb eine eigene Schule und förderte das Handwerk unter der jüdischen Bevölkerung. Durch das Lehrerseminar der Marks-Haindorf-Stiftung strahlte diese Gründung von Münster aus nach ganz Preußen: Als führende Bildungseinrichtung des Reformjudentums in den westlichen Provinzen bot es den Schülern besonders gute Chancen. Die Marks-Haindorf-Stiftung war bis zur Zeit des Nationalsozialismus eine wichtige Stütze des Judentums in Westfalen. Neben den hohen Standards der Schule trugen auch die Prinzipien der Humanität, praktischen Toleranz und des preußischen Patriotismus zum guten Ruf der Einrichtung bei.
1846 setzte die Bezirksregierung die endgültige Annahme von Familiennamen bei Juden durch. In Münster hatten zu diesem Zeitpunkt schon alle jüdischen Bürger inoffiziell Familiennamen angenommen. In der preußischen Verfassung von 1848 war die rechtliche Gleichstellung vollzogen. Die konservative Politik nach der gescheiterten Revolution von 1848/1849 verzögerte die volle gesellschaftliche Emanzipation aber von neuem. Die Zahl der Juden in Münster stieg in den 1850er Jahren deutlich an: 1858 erreichte sie ihren mit 1 % höchsten Anteil an der münsterischen Gesamtbevölkerung (312 von 29.992 Einwohnern). Als während der Industrialisierung der Liberalismus Aufwind erhielt, hob 1869 das Gesetz, betreffend die Gleichberechtigung der Konfessionen in bürgerlicher und staatsbürgerlicher Beziehung „alle noch bestehenden, aus der Verschiedenheit des religiösen Bekenntnisses hergeleiteten Beschränkungen“ auf. Dies galt auch für die jüdische Bevölkerung in Münster, die nun formell gleichberechtigt war.

### Kaiserreich und Weimarer Republik

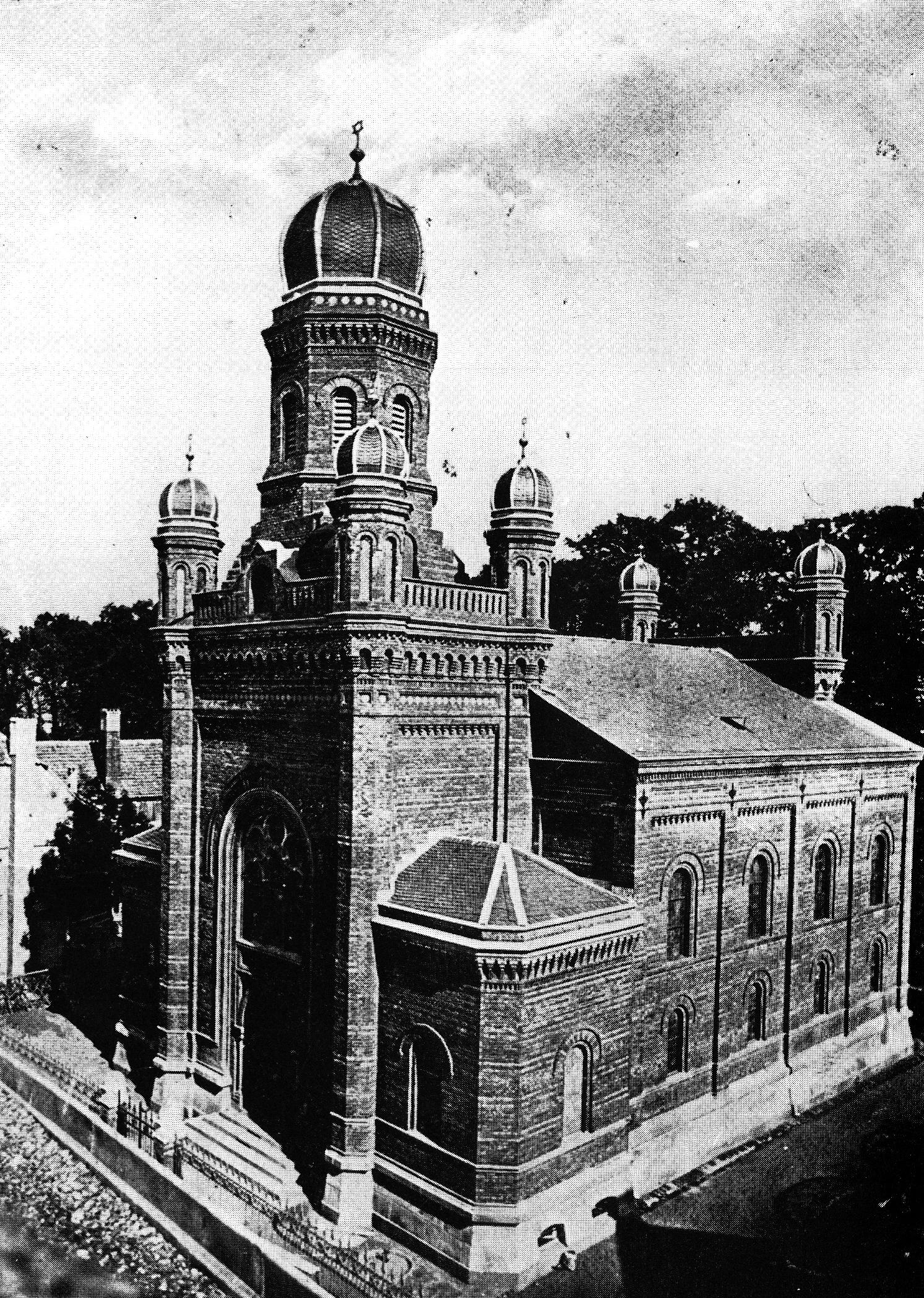
Die repräsentative Synagoge wurde 1880 eingeweiht und während der Novemberpogrome 1938 zerstört.

Im Deutsch-Französischen Krieg von 1870/71 kämpften auch jüdische Soldaten auf deutscher Seite. Auf die wirtschaftlich erfolgreiche Zeit nach dem gewonnenen Krieg folgte der Gründerkrach von 1873. Bei der Suche nach Verantwortlichen glaubte man, sie in den Juden gefunden zu haben, was vom Neid um ihren rapiden sozialen Aufstieg während der Gründerzeit noch gefördert wurde. In dieser Situation keimte der moderne Antisemitismus auf. Gleichzeitig wuchs in Münster die Zahl der jüdischen Bürger zwischen 1825 und 1925 von 81 auf 580 an, weshalb das 1830 errichtete Bethaus an der Loerstraße bald keinen ausreichenden Platz mehr bot. Wegen des rapiden Wachstums der gesamten Stadt machte der Anteil der Juden aber durchschnittlich nur einen halben Prozentpunkt der münsterischen Bevölkerung aus. Westfalen und Münster lagen ohnehin mit ihrem Anteil an jüdischer Bevölkerung unter dem preußischen und dem deutschen Durchschnitt. Auch hier änderten sich ihre Berufe: Immer mehr Juden waren als Ärzte, Rechtsanwälte und Kaufleute tätig. Besondere Verdienste für den Ausbau der Wirtschaft und Infrastruktur von Münster erwarben sich die Mitglieder der Familie Flechtheim, Inhaber des Getreide- und Wollgeschäfts M. Flechtheim & Comp. und Erbauer des Flechtheimspeichers.
Unter der Leitung von Moritz Meier Spanier erreichte die Bedeutung der Marks-Haindorf-Stiftung ihren Höhepunkt. Er betonte die tiefe Verbundenheit der Juden mit Deutschland und lehnte den aufkommenden Zionismus ab. So stellte ein Gutachten von 1905 fest: „Die Seminaristen werden in und zu nationaler und patriotischer Gesinnung erzogen.“ Durch die Einweihung der großen, repräsentativen Synagoge am 27. August 1880 kam die jüdische Gemeinde ins Blickfeld der Stadtöffentlichkeit. Das Gebäude befand sich direkt an der Promenade und spiegelte auch den gestiegenen Wohlstand der Juden wider. Eli Marcus, der der jüdischen Gemeinde angehörte und eine Erziehung an der Marks-Haindorf-Stiftung genossen hatte, zählte um 1900 zu den beliebtesten Mundartdichtern des Münsterlandes und war eine regionale Prominenz. Auch die Zoologische Abendgesellschaft von Hermann Landois sorgte für ein wachsendes Interesse der Münsteraner.
Besonderes Aufsehen erregte aber auch der Antisemit August Rohling, der als Professor für Theologie an der Universität wirkte. Mit seiner Hetzschrift Der Talmudjude, die bis 1924 in zahlreichen Auflagen erschien und zum Teil sogar kostenlos verteilt wurde, wiegelte er die Münsteraner gegen die jüdische Minderheit auf. Als 1884 im Westfälischen Merkur ein Auszug aus der Schrift Judenspiegel, die aus Rohlings direktem Umfeld stammte, erschien, musste sogar die preußische Staatsanwaltschaft wegen Schmähung einer staatlich anerkannten Religionsgemeinschaft einschreiten.
Große Hoffnungen setzten die Juden in die Burgfriedenspolitik zu Beginn des Ersten Weltkriegs, die die Unterschiede zwischen den gesellschaftlichen Gruppen und Bekenntnissen zu überbrücken versuchte. Insgesamt ließen 15 Juden aus Münster im Ersten Weltkrieg ihr Leben. Während der Weimarer Republik vergrößerte sich die Nähe der jüdischen Gemeinde zur Zentrumspartei, die in Münster über eine absolute Mehrheit verfügte. Im Münsterland traten jüdische Kommunalpolitiker für die Zentrumspartei zu Wahlen an und auch in Münster öffnete sich das liberal-konservative jüdische Bildungsbürgertum dem Zentrum, während diese Partei langsam auch Bürger anderer Bekenntnisse in seinen Reihen akzeptierte. Insbesondere die gemeinsame Gegnerschaft zu links- oder rechtsextremistischen Gruppierungen, wie vor allem der des aufkommenden Nationalsozialismus, verstärkte diesen Vorgang.
1918 konstituierte sich in Münster die erste jüdische Studentenverbindung Rheno Bavaria, der ein Jahr später bereits 51 Studenten angehörten. Eine zweite Verbindung, die Verbindung jüdischer Studenten bestand von 1920 bis 1921. Bereits im Kaiserreich hatte es jüdische Studenten an der Westfälischen Wilhelms-Universität gegeben, doch erst zu Beginn der Weimarer Republik kamen wieder jüdische Professoren nach Münster – die ersten seit Alexander Haindorf. Unter anderen lehrten in Münster der Mathematiker Leon Lichtenstein, der Archäologe Karl Lehmann-Hartleben sowie der Historiker Friedrich Münzer. In der Zeit des Nationalsozialismus verloren alle jüdischen Professoren ihre Posten.

### Zeit des Nationalsozialismus
1933, zu Beginn der Zeit des Nationalsozialismus, lebten rund 700 Juden in Münster. Die erste größere antisemitische Aktion der NSDAP war der sogenannte Judenboykott, der auch in Münster zahlreiche Geschäfte, Kanzleien und Arztpraxen betraf. Bald darauf untersagte das Berufsbeamtengesetz jüdischen Professoren den Zutritt zur Universität, ebenso durften jüdische Rechtsanwälte nach Einführung des Gesetzes über die Zulassung zur Rechtsanwaltschaft die Gerichtsgebäude nicht mehr betreten. 1935 wurde in den Nürnberger Gesetzen festgelegt, Reichsbürger sei nur noch, wer „deutschen oder artverwandten Blutes“ sei. Die Abstammung entschied fortan über Leben und Tod, es war genau festgelegt, wer „jüdischer Mischling“ war. Diese Gesetzgebung betraf auch jüdische Münsteraner. So denunzierte etwa das nationalsozialistische Propaganda-Blatt Der Stürmer explizit eine christlich-jüdische Ehe aus Münster als Rassenschande.
Die nach 1933 und 1935 dritte Welle des Antisemitismus begann im Jahr 1938 und erreichte mit den Novemberpogromen ihren traurigen Höhepunkt. In der Reichspogromnacht vom 9. auf den 10. November 1938 brannten in Deutschland über 1.400 Synagogen, Betstuben und sonstige Versammlungsräume. Tausende Geschäfte, Wohnungen und jüdische Friedhöfe wurden zerstört. Als Anlass und Vorwand diente den Machthabern das Attentat des polnischen Juden Herschel Grynszpan auf den deutschen Legationsrat Ernst Eduard vom Rath. Wie überall in Deutschland wurde dieses Attentat auch in Münster für eine Pressekampagne gegen die „antideutsche Verschwörung des internationalen Judentums“ genutzt. Die Vorgänge in Münster glichen denen im übrigen Deutschen Reich: Die Synagoge wurde in Brand gesetzt, jüdische Geschäftshäuser wurden verwüstet und einzelne Juden angegriffen. Bis zu diesem Zeitpunkt hatten bereits 264 münsterische Juden ihre Heimat verlassen und waren ins Ausland emigriert.

Die Entwicklung der Mitgliederzahl der jüdischen Gemeinde

Mit dem Gesetz über Mietverhältnisse mit Juden vom 30. April 1939 wurde der Mieterschutz für Juden aufgehoben, so dass jüdischen Mietern fristlos gekündigt werden konnte und sie anschließend zwangsweise in sogenannten Judenhäusern zusammengezogen wurden. Solche Häuser gab es in Münster sieben. Ab 1. September 1941 war das Tragen des Judensterns für alle Juden über 6 Jahren vorgeschrieben, um sie öffentlich zu brandmarken. Am 13. Dezember 1941 erfolgte die erste Deportation von Juden aus Münster: Mindestens 135 Mitglieder der Gemeinde wurden in das Ghetto Riga verschleppt und dort wenig später ermordet. Ab dem 4. Februar 1942 zog die NS-Polizei alle noch in Münster verbliebenen Juden im Gebäude der Marks-Haindorf-Stiftung am Kanonengraben 4 zusammen. Eine zweite Deportation aus Münster fand im Juli 1942 statt, die dritte schließlich im März 1943 nach Auschwitz. Dort fand auch der Schulleiter der Marks-Haindorf-Stiftung, Julius Voos, den Tod. Der Rabbiner der münsterischen Gemeinde, Fritz Leopold Steinthal, war rechtzeitig nach Argentinien emigriert und überlebte so die Shoa.
Von den im Jahre 1933 ursprünglich 708 Angehörigen der jüdischen Gemeinde wurden 275 in Konzentrationslagern ermordet. Insgesamt 280 jüdische Bürger verließen Münster und emigrierten ins Ausland, sieben begingen Selbstmord und vier überlebten den Nationalsozialismus in Münster im Untergrund. Abzüglich der 77 Personen, die in diesem Zeitraum eines natürlichen Todes starben, verbleiben 42 Menschen, deren Schicksal ungeklärt geblieben ist. Mit der letzten Deportation im März 1943 wurde Münster für „judenfrei“ erklärt. Die jüdische Gemeinde hatte aufgehört zu bestehen.

### Neubeginn nach 1945

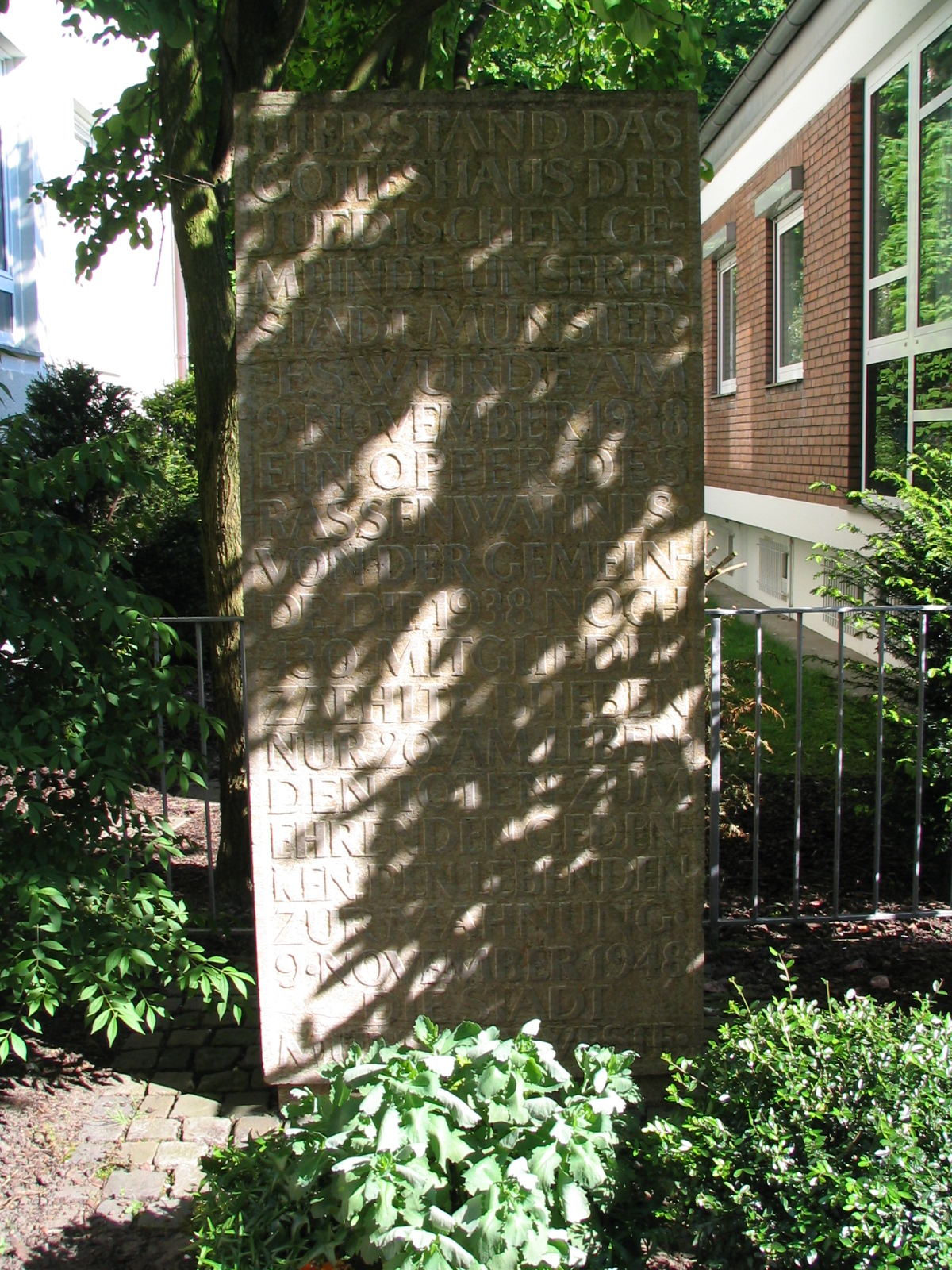
Gedenktafel vor der Synagoge in Münster

Nach dem Zusammenbruch des „Dritten Reichs“ kehrten wenige Juden, allen voran Siegfried Goldenberg und Hugo Spiegel, ins Münsterland zurück. Sie wollten Kontakte aufnehmen zu den wenigen Überlebenden des Holocaust. An eine Wiederbelebung des Gemeindelebens in Deutschland glaubte zu diesem Zeitpunkt niemand. Doch schon am 7. September konnte in Warendorf der erste Gottesdienst mit 28 Gläubigen nach dem Holocaust stattfinden. Bis 1947 wurde die Synagoge in Warendorf weiter gemeinsam genutzt, bevor in Münster wieder 23 Juden lebten, die in der Privatwohnung Siegfried Goldenbergs Gottesdienste feiern konnten.
1949 erfolgte der Wiederaufbau der Marks-Haindorf-Stiftung, die fortan als neues Gemeindezentrum diente. Um 1960 betrug die Zahl der Gemeindemitglieder rund 130 Personen. Regelmäßige Gottesdienste, Religionsunterricht und Gemeindefeiern konnten wieder stattfinden. Die Gemeinde entschloss sich, auf dem angestammten Gelände der zerstörten, alten Synagoge ein neues Gemeindezentrum zu errichten. Am 12. März 1961 wurde die neue Synagoge geweiht und ihrer Funktion übergeben.

## Heutige Situation

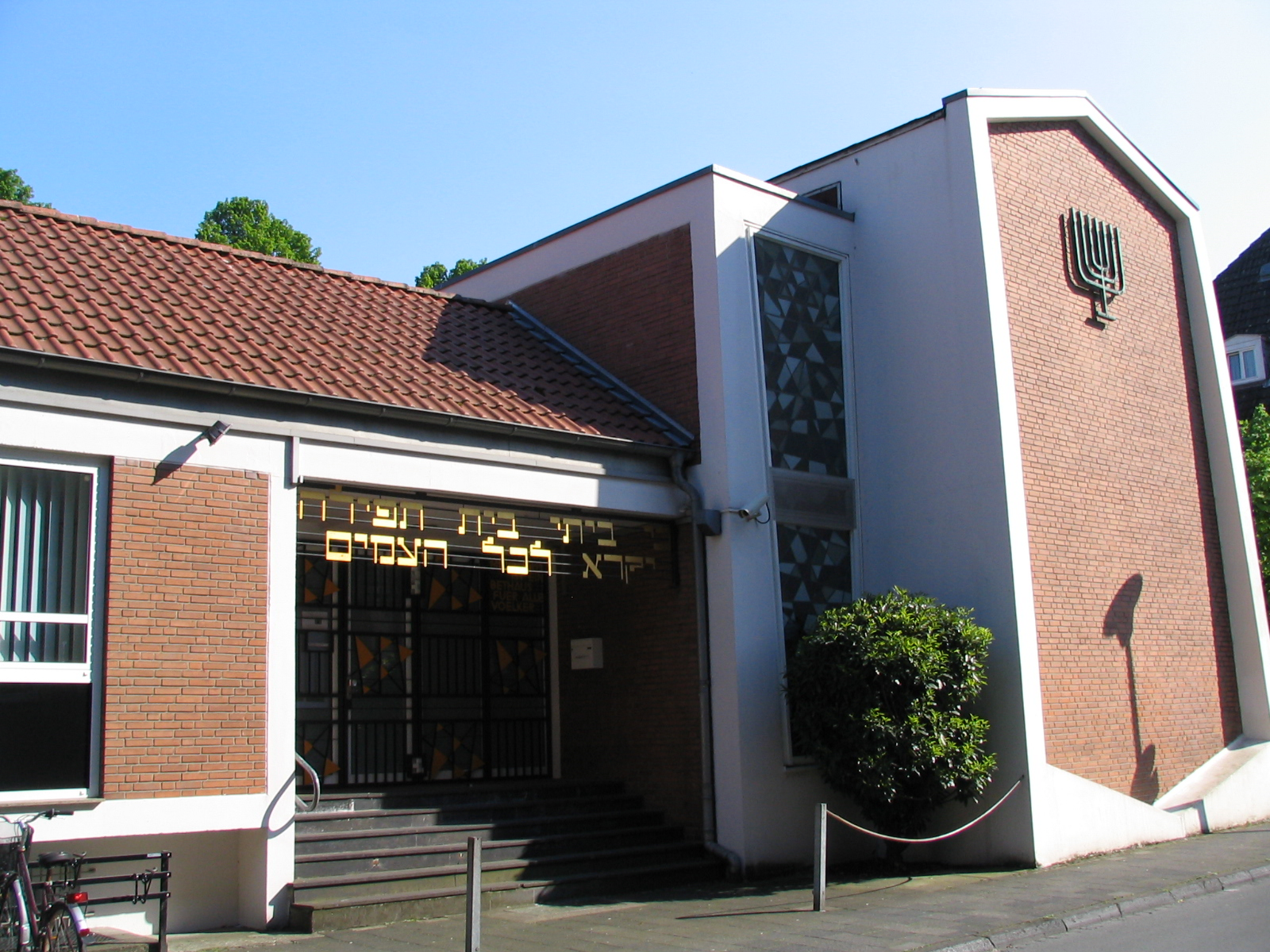
Die 1961 eingeweihte neue Synagoge von Münster

Die Jüdische Gemeinde Münster umfasst heute wieder etwa 562 Mitglieder. Nachdem der Holocaust die Mitgliederzahl erheblich verringert hatte, stellte der Zuzug zahlreicher jüdischer Menschen aus der ehemaligen Sowjetunion eine große Kehrtwende dar. Fast 96 % der Gemeindemitglieder stammen aus den Nachfolgestaaten der Sowjetunion. Viele der neuen Mitglieder aus den GUS-Staaten kamen unter anderem auch nach Münster, weil sie antisemitischen Ausschreitungen in ihrer Heimat entkommen mussten, sodass für viele von ihnen das Münsterland Ziel und Ort ihrer Zuflucht wurde. Der Vorstand der Jüdischen Gemeinde musste sich zunächst auf das mehrheitliche Fehlen eines religiösen Hintergrundes und mangelnde Grundkenntnisse jüdischer Traditionen einstellen. Trotzdem wurde die Zugehörigkeit zur Jüdischen Gemeinde für die neuen Mitglieder aus den GUS-Staaten nötig, wenn auch anders als im traditionellen Sinn. Sie nahmen und nehmen die Jüdische Gemeinde als Halt und neue Heimat, als Dienstleistung und Kultureinrichtung, als Ort der Begegnung, wo man Gleichgesinnte, Freunde und Bekannte treffen, sich mit der Jüdischen Religion befassen und auch Fuß fassen kann in einem völlig neuen System. Diese Situation stellte eine große Herausforderung dar, da sich die neuen Mitglieder in doppelter Hinsicht integrieren sollten: Einerseits als Osteuropäer in Deutschland und andererseits auch als Juden in die Jüdische Gemeinde. In der Sowjetunion unterlag die Ausübung von Religion zudem jahrzehntelangen staatlichen Einschränkungen.
Die Jüdische Gemeinde half/hilft ihren neuen Mitgliedern aus den GUS-Staaten bei der Suche nach Wohnung, nach Kinder-, nach Schul- und Ausbildungsplatz so wie bei der Suche nach einem möglichen Arbeitsplatz. Zu allen Gottesdiensten und Jüdischen Feiertagen können dank des großen Mitgliederzuwachses nun wieder vollständige Gottesdienste gefeiert werden. Die jüdischen Kinder und Jugendlichen erhalten neben der regulären, öffentlichen Schulbildung auch jüdischen Religionsunterricht durch einen staatlich anerkannten Religionslehrer. Das Jüdische Gemeindeleben in Münster ist heute wieder sehr rege: Neben dem Seniorenclub, dem Frauenverein und dem Chor existiert auch das Jugendzentrum Ha Tikwa, eine eigene Bibliothek und funktionierende Abteilung für Sozialarbeit. Die Gemeinde hat eine Chewra Kadischa.
Die 1957 gegründete Gesellschaft für Christlich-Jüdische Zusammenarbeit hat in Münster heute rund 600 Mitglieder. Durch zahlreiche Veranstaltungen der Gesellschaft und der Gemeinde, wie etwa die jährliche Jüdische Kulturwoche, nimmt das Judentum heute wieder einen festen Platz im öffentlichen Leben der Stadt Münster ein. Dazu trägt seit 1981 auch die Städtepartnerschaft mit Rishon-Le-Zion in Israel bei.
Am Sonntag, dem 28. Oktober 2012 vermochte die Jüdische Gemeinde Münster nach knapp 6-monatiger Bauzeit einen gelungenen barrierefreien Um- und Erweiterungsbau des Jüdischen Gemeindezentrums einzuweihen. Die Öffentlichkeit war dazu eingeladen. Bis zum Abend zählte die Jüdische Gemeinde weit über eintausend Besucher. Die Erweiterung des Gemeindezentrums wurde dringend erforderlich, nachdem die Jüdische Gemeinde Münster in den letzten Jahren stark gewachsen ist, wie es weder die Gemeindeleitung noch die Stadt Münster nach dem Hitlerfaschismus 1933–1945 zu hoffen gewagt hätte.
Vorsitzender der Jüdischen Gemeinde Münster ist seit 2022 Mike Khunger.

## Weitere Literatur
- Diethard Aschoff: Die Juden in Westfalen zwischen Schwarzem Tod und Reformation (1350–1530), in: Westfälische Forschungen 30, Münster 1980. S. 78–106.
- Diethard Aschoff: Geschichte original – am Beispiel der Stadt Münster 5 – Die Juden. Aschendorffsche Verlagsbuchhandlung, Münster 1981.
- Diethard Aschoff: Quellen und Regesten zur Geschichte der Juden in der Stadt Münster: 1530–1650/1662 (Westfalia Judaica Bd. 3,1). Münster 2000, ISBN 3-8258-3440-9.
- Bernhard Brilling: Das Judentum in der Provinz Westfalen 1815–1945. In: Beiträge zur Geschichte der preußischen Provinz Westfalen, Bd. 2: Kirchen und Religionsgemeinschaften in der Provinz Westfalen (= Veröffentlichungen der Historischen Kommission für Westfalen, Bd. 38). Aschendorff, Münster 1978, ISBN 3-402-05991-6, S. 105–143.
- Susanne Freund: Jüdische Bildungsgeschichte zwischen Emanzipation und Ausgrenzung – das Beispiel der Marks-Haindorf-Stiftung in Münster (1825–1942). Verlag Schöningh. Münster u. Paderborn 1997, ISBN 3-506-79595-3.
- Dennis Halft OP: „Die ‚Judenspiegel-Affäre‘: Jakob Ecker, Abraham Treu und ein Prozess vor dem Landgericht Münster 1883“, in: Marco Benini, Walter A. Euler und Klaus Vellguth (Hrsg.), Trierer Ringparabel. Den Glauben interreligiös zur Sprache bringen; Festschrift der Theologischen Fakultät Trier, Herder, Freiburg/Br. 2025, ISBN 978-3-451-02422-1, S. 137–177.
- Arno Herzig: Judentum und Emanzipation in Westfalen. Münster 1978.
- Gisela Möllenhoff und Rita Schlautmann-Overmeyer: Jüdische Familien in Münster 1918–1945. Teil 2.1: Abhandlungen und Dokumente 1918–1935. Verlag Westfälisches Dampfboot, Münster 1998.
- Erinnerung und Neubeginn / Die Jüdische Gemeinde Münster nach 1945/Ein Selbstporträt/ Sharon Fehr (Hrsg.). unter Mitarbeit von Iris Nölle Hornkamp und Julius Voloj/mentis Verlag.
- Gisela Möllenhoff, Rita Schlautmann-Overmeyer: Ortsartikel Münster, in: Historisches Handbuch der jüdischen Gemeinschaften in Westfalen und Lippe. Die Ortschaften und Territorien im heutigen Regierungsbezirk Münster, hg. von Susanne Freund, Franz-Josef Jakobi und Peter Johanek, Münster 2008, S. 487–513 Online-Fassung der Historischen Kommission für Westfalen.
- Elfi Pracht-Jörns: Münster. In: dies.: Jüdisches Kulturerbe in Nordrhein-Westfalen, Band 4: Regierungsbezirk Münster (= Beiträge zu den Bau- und Kunstdenkmälern von Westfalen, Band 1.2). J.P. Bachem, Köln 2002, ISBN 3-7616-1397-0, S. 21–38 und 40–56.

## Filme
- Zwischen Hoffen und Bangen. Jüdische Schicksale im Münster der NS-Zeit. DVD mit Begleitheft, hrsg. vom LWL-Medienzentrum für Westfalen, Münster 2010 (PDF-Version des Booklets)